# Hyposmocoma iodes
Hyposmocoma iodes — вид моли эндемичного гавайского рода Hyposmocoma.

## Распространение
Встречается на острове Молокаи.